# Proseniško
Proseniško – wieś w Słowenii, w gminie Šentjur. W 2018 roku liczyła 557 mieszkańców.